# شان يونايتد
شان يونايتد هو نادي كرة قدم بورمي يقع في تاونغيي،ولاية شان يلعب في دوري ميانمار الوطني.